# 河角龍典
河角 龍典（かわすみ たつのり、1971年 - 2015年4月13日）は、日本の地理学者。立命館大学教授。妻は同じく立命館大学文学部教員の河角直美。

## 経歴
三重県津市に生まれる。
1994年、立命館大学文学部地理学科を卒業。
2003年に、立命館大学大学院文学研究科博士課程を修了して、立命館大学COE推進機構の講師となった。2005年に立命館大学文学部の講師となり、2009年に准教授、2014年に教授へと昇任した。2015年、胃癌のため滋賀県大津市の病院で逝去、満43歳没。

## 主な著書

### 単著
- 立命館大学京都文化講座「京都に学ぶ」 ６、白川書院、2011年

### 共編著
- （野間晴雄、土平博、香川貴志、小原丈明との共編著）ジオ・パルNEO = Geo-Pal NEO : 地理学・地域調査便利帖、海青社、2012年